# Psicología aeronáutica
La Psicología Aeroespacial es una rama aplicada de la psicología, que tiene su campo de actuación tanto en la persona que ejecuta su trabajo en el medio aéreo como en el contexto en que se da.
Su ámbito de actuación se da tanto en la aviación civil como en la militar.

## Características
Su objetivo es la contribución a la salud de los profesionales dedicados a la aviación y la seguridad en el medio aéreo; interviniendo para tal fin desde el reconocimiento psicológico inicial de las personas que desean dedicar su carrera profesional en este sector hasta la cultura justa y de seguridad de las empresas sectoriales, pasando por la investigación de accidentes, selección de personal (pilotos, controladores, tripulación de cabina, manejo de drones,...), formación en CRM,...
El fin último de esta disciplina es la prevención de accidentes e incidentes aéreos, por lo tanto contribuye a que el efecto del error humano sea el menor posible.
Desde la Psicología Aeronáutica se trabaja en colaboración con otros profesionales del sector: médicos, pilotos, controladores,... compartiendo el mismo fin.